# Zelowan spiculiformis
Zelowan spiculiformis Murphy & Russell-Smith, 2010 è un ragno appartenente alla famiglia Gnaphosidae.

## Etimologia
Il nome della specie deriva dal latino spiculum, cioè lancia, e formis, cioè dalla forma di, in riferimento alla forma della punta dell'apofisi tegolare distale del pedipalpo maschile.

## Caratteristiche
L'olotipo femminile rinvenuto ha lunghezza totale è di 5,00mm; la lunghezza del cefalotorace è di 1,80mm; e la larghezza è di 1,10mm.

## Distribuzione
La specie è stata reperita nel Congo orientale: l'olotipo femminile è stato rinvenuto nella foresta di Visiki, a nordovest della città di Butembo, appartenente alla provincia del Kivu Nord.

## Tassonomia
È la specie tipo del genere Zelowan.
Al 2016 non sono note sottospecie e dal 2010 non sono stati esaminati nuovi esemplari.